# Ponferrada

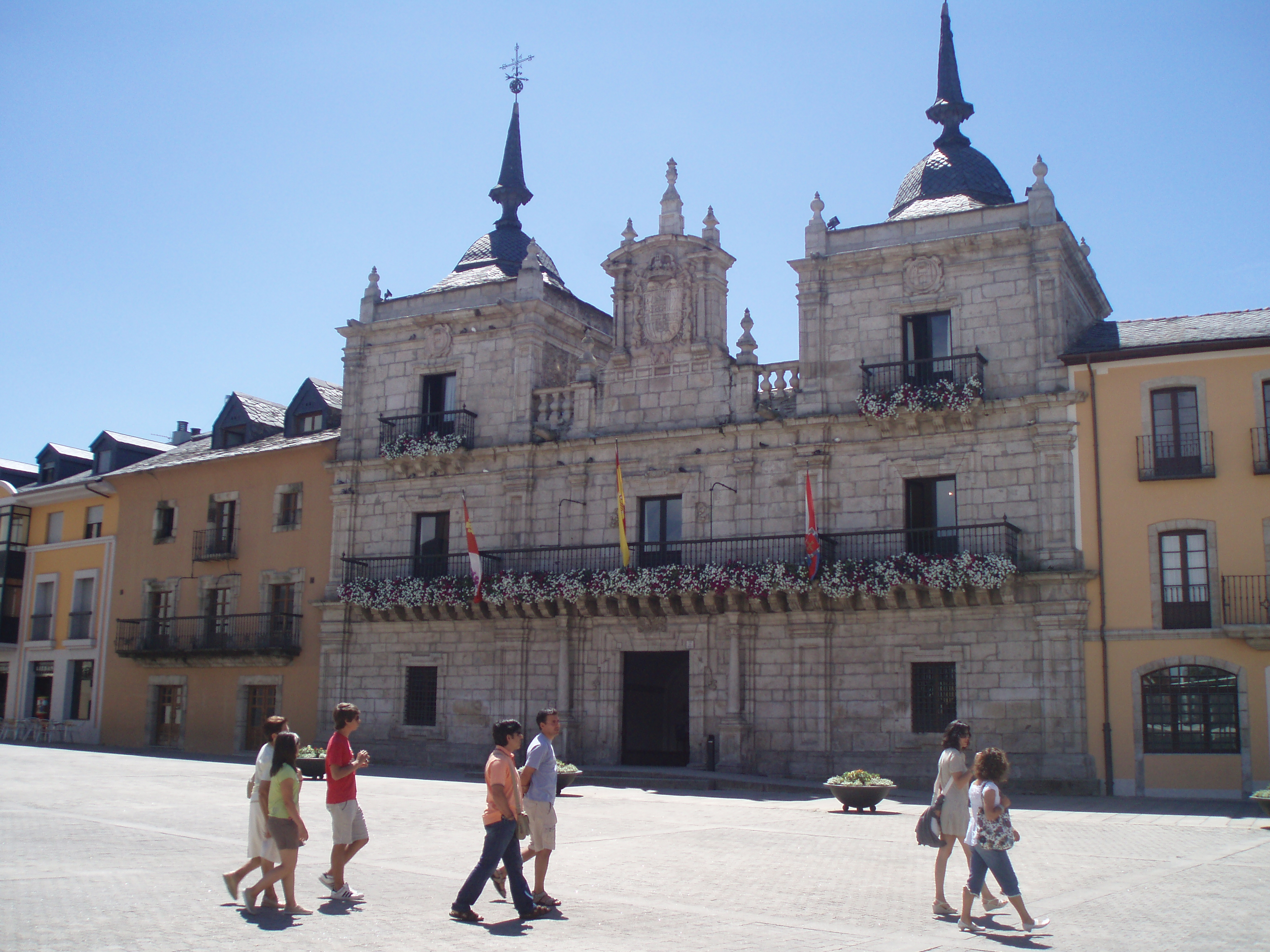

Ponferrada (Latin Pons Ferrata, Cầu Sắt) là một đô thị trong tỉnh León, Castile và León, Tây Ban Nha. Đây là thủ phủ của vùng El Bierzo, tỉnh León,Castilla và León Tây Ban Nha. Năm 2005, dân số là 65.984 người (31.934 nam và 34.050 nữ)INE Lưu trữ ngày 30 tháng 11 năm 2005 tại Wayback Machine.